# Errol Flynn
Errol Leslie Thomson Flynn (Hobart, 20 de junho de 1909 — Vancouver, 14 de outubro de 1959) foi um ator nascido na Austrália e radicado nos Estados Unidos, tendo se naturalizado cidadão estadunidense em 1942. É conhecido pelos papéis em filmes de capa e espada.

## Biografia

### Juventude
Errol Flynn era filho de Theodore Thomson Flynn, um respeitado biólogo e professor da Universidade da Tasmânia, e de Marelle Young (nascida Lily Mary Young), uma jovem mulher que Flynn alegava ser descendente de Fletcher Christian e Edward Young, tripulantes do famoso HMS Bounty. Apesar das alegações, as evidências indicam que ele não era realmente descendente de um dos amotinados do Bounty. Casados na St John's Church of England, Balmain North, Sydney, em 23 de janeiro de 1909, seus pais eram nascidos na Austrália com ascendência irlandesa, inglesa e escocesa, e estavam na Tasmânia muito antes do nascimento de Flynn.
Flynn, morador da "Mclean Avenue Chatswood", em Sydney, New South Wales, em 1926, frequentou a “Sydney Church of England Grammar School”, de onde foi expulso por lutar e, alegadamente, ter tido relações sexuais com uma funcionária da lavanderia da escola.
Tal como nos seus filmes, a vida de Errol Flynn foi também uma grande aventura. Foi expulso de vários colégios que frequentou na Austrália e na Inglaterra, conseguiu o primeiro emprego numa companhia de navegação em Sydney, e depois trabalhou numa repartição do governo. Aos 20 anos, voltou a Sydney e comprou um velho barco que batizou como “Sirocco”, empreendendo uma viagem de sete meses para a Nova Guiné, tornando-se essa aventura o assunto para o seu primeiro livro, “Beam Ends”, publicado em 1937. Estabeleceu-se em uma plantação de tabaco em Laioki, e passou a escrever alguns artigos para o “Sydney Bulletin”. O empreendimento de mineração de cobre na serra, perto do Vale Laloki, atrás da atual capital nacional, Port Moresby, também fracassou, além de o envolver no tráfico de mão-de-obra nativa para a mineração.

### Início da carreira
Ao ver suas fotografias, o diretor e produtor australiano Charles Chauvel lhe ofereceu um papel em seu filme “In the Wake of the Bounty”, de 1933, como Fletcher Christian. Flynn trabalhou nesse filme por 3 semanas, mas não houve o lançamento comercial do mesmo, apenas a MGM compraria os direitos ao realizar “The Bounty” (O Grande Motim) em 1935, e aproveitou alguns trechos da filmagem anterior em curta-metragens: “Primitive Pitcairn” e “Pitcairn Island Today”, como propaganda de sua produção.
Flynn partiu para o Reino Unido, chegando lá na primavera de 1933. Entrou para a “Northampton Repertory Company”, no Royal Theatre, onde trabalhou por sete meses, adquirindo experiência teatral. Ele também se apresentou no Malvern Festival de 1934 e em Glasgow e  London's West End. Em Teddington, foi admitido pela Warner Bros., atuando em “Murder at Monte Carlo”, de 1935, de Ralph Ince. A Warner lhe ofereceu um contrato e Flynn partiu para os Estados Unidos.
A primeira oportunidade de Flynn foi em “The Case of Curious Bride” (A Noiva Curiosa), de 1935, dirigida por Michael Curtiz, sendo o 2º de quatro filmes de mistério com o advogado-detetive Perry Mason, interpretado por Warren William. Flynn apareceu apenas em 2 cenas, sem pronunciar uma única palavra. Terminado o filme, iniciou um romance com Lili Damita, casando-se em 1935. Surgiu num outro filme desse mesmo ano, “Don't Bet On Blondes”, de Robert Florey, ao lado de Warren William e Claire Dodd.

### Capitão Blood

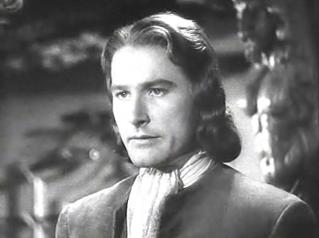
Errol Flynn em “O Capitão Blood”, 1935

Com o advento dos filmes de aventura, a Warner Bros. comprou os direitos de “Captain Blood”. A Warner conseguiu tais direitos ao comprar a Vitagraph, que fizera em 1923 uma primeira versão da história.
Foi escolhido para o papel título Robert Donat, mas quando esse abandonou o projeto por razões contratuais, Michael Curtiz resolveu fazer um teste com Flynn, que acabou ganhando o papel. Ao seu lado, uma outra novata, Olivia de Havilland, que assumiu o lugar que seria de Jean Muir. O filme marcou o início da colaboração Curtiz-Flynn, que se estenderia por 10 filmes, e também da parceria entre Flynn e De Havilland, que estrelaram oito filmes juntos, até 1941. Embora tenham se tornado um dos casais mais famosos das telas, Errol Flynn e Olivia de Havilland nunca estiveram envolvidos romanticamente, apesar de muito ter sido comentado a respeito de um suposto affair entre ambos; a própria De Havilland alegava que, apesar de ter se sentido atraída por Flynn e, mesmo com ele tendo declarado os seus sentimentos para ela, nunca chegou a haver nada entre eles; segundo Olivia, ela não queria se envolver com um homem comprometido (Flynn estava casado com Lili Damita na época).

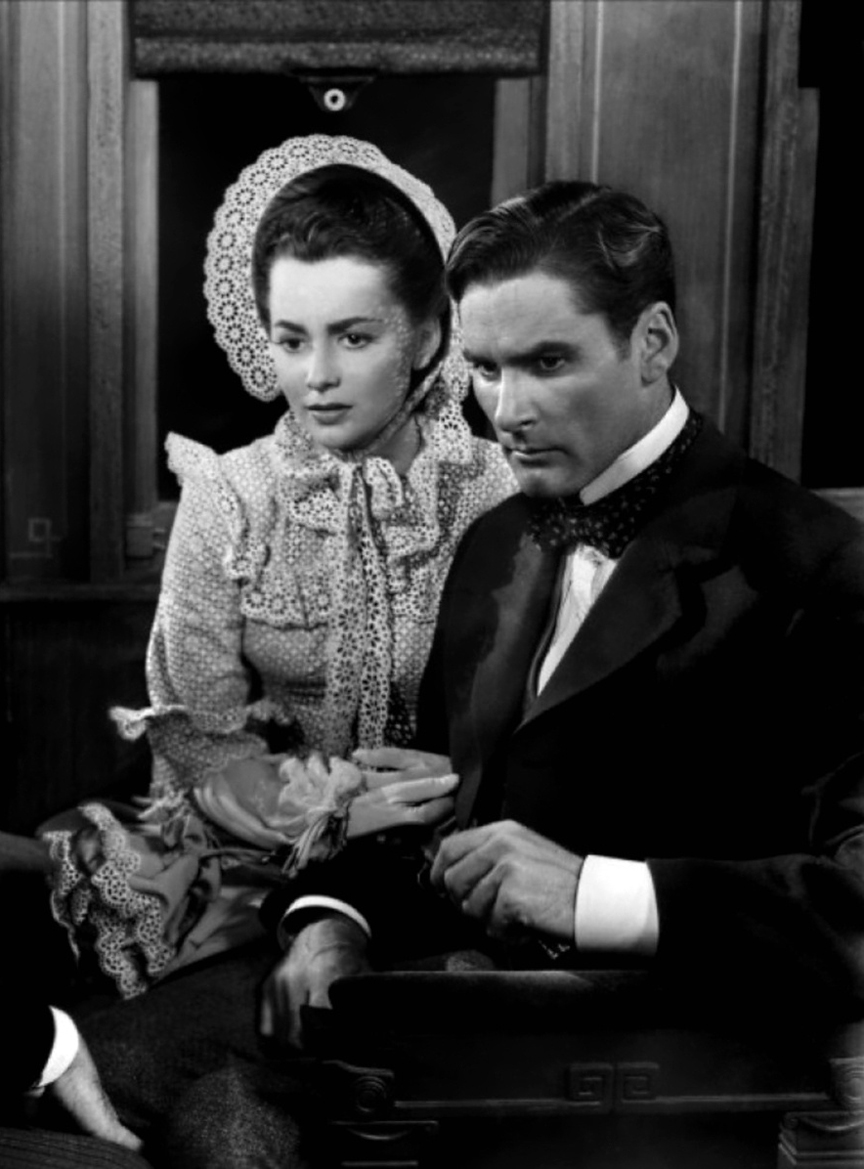
Com Olivia de Havilland em A estrada de Santa Fé (1940)

O Capitão Blood de 1935 aproveitou cenas do “Capitão Blood” anterior, cenas da 1ª versão de “O Gavião do Mar”, de 1924, e apresentava miniaturas da cidade de Port-Royal e de navios.
Após Capitão Blood, Flynn trabalhou em um curta-metragem da MGM, “Pirate Party on Catalina Island”, ao lado de Lili Damita, Marion Davies, Cary Grant, John Gilbert e outros.

### Outros filmes
Flynn atuou depois em “The Charge of the Light Brigade” (A Carga da Brigada Ligeira), de 1936, também ao lado de Olivia de Havilland; “Green Light” (Luz de Esperança), “The Prince and the Pauper” (O Príncipe e o Mendigo), “Another Day” (Outra Aurora) e “The Perfect Specimen” (O Homem Perfeito), todos de 1937.
Em 1938, veio “The Adventures of Robin Hood” (As Aventuras de Robin Hood), que tornaria inesquecíveis as interpretações de Errol Flynn e Olivia de Havilland, marcando de maneira indelével as suas carreiras.
Em 1939, Flynn fez o primeiro Western, “Dodge City” (Uma Cidade que Surge), dirigido por Michael Curtiz, seguindo-se mais sete westerns, entre eles “Santa Fe Trail” (A Estrada de Santa Fé), de 1940.

### Declínio artístico e morte

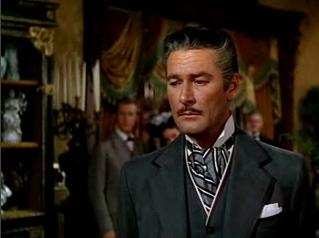
Errol Flynn em “A Glória de Amar”, em 1949

Após uma carreira aventuresca, com mais de 30 filmes e muitos sucessos, nos anos 50 teve início o declínio artístico de Flynn. Ficou um tempo na Europa, atuando para a Warner Bros. em Londres, onde fez “The Master of the Ballantrae” (Minha Espada, Minha Lei), em 1953. Em 1954, fez “Crossed Swords” (Ousadia de Valentes), produção italiana.

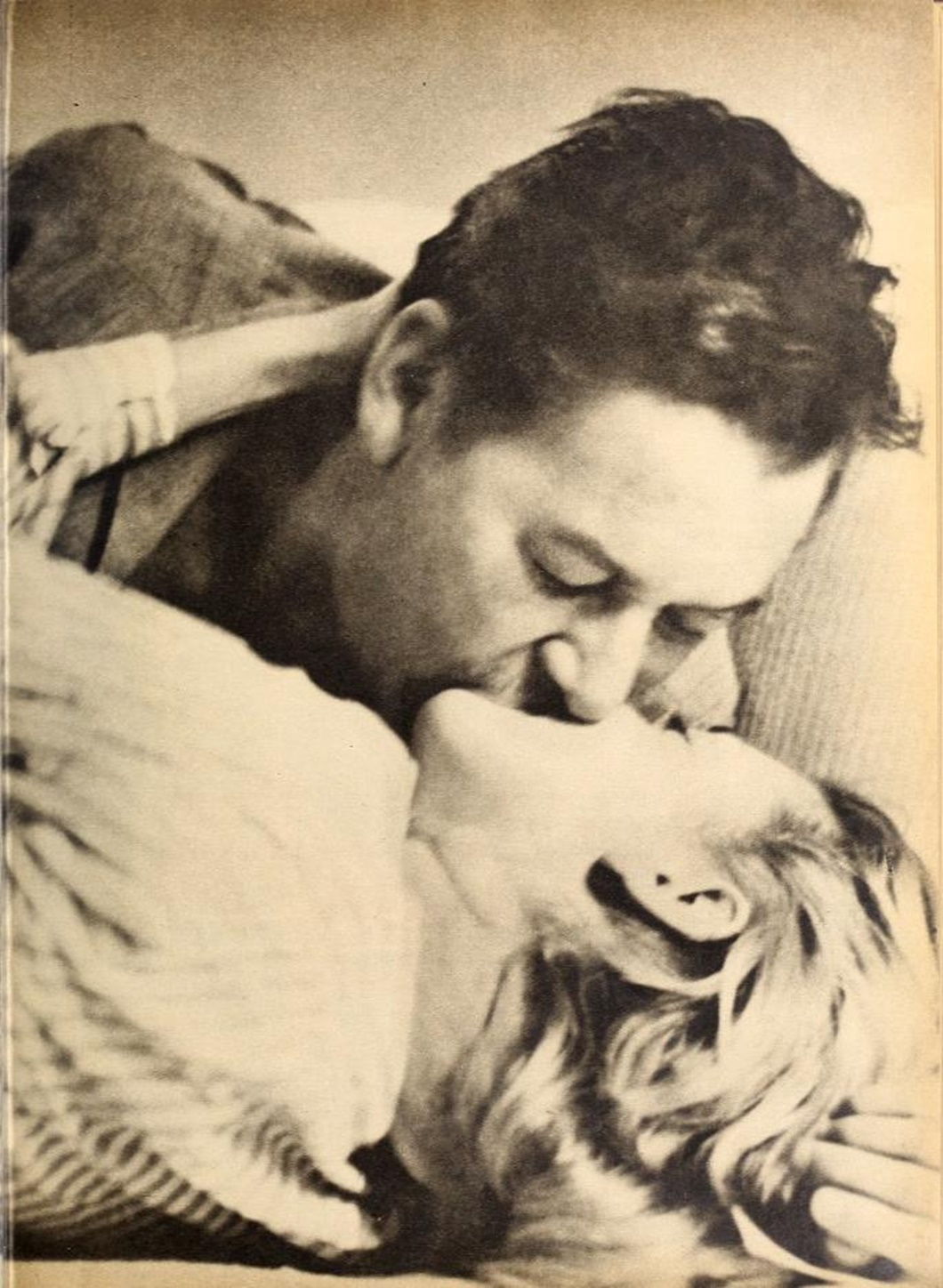
Errol Flynn e Beverly Aadland com quem teve um romance quando faleceu, Beverly tinha 17 anos na época da Morte de Flynn.

Após alguns filmes, Flynn retornou a Hollywood, onde fez alguns papéis menores, porém ressurgindo artisticamente ao viver três alcoólatras, em “The Sun Also Rises” (E Agora Brilha o Sol), de 1957; “Too Much, Too Soon” (O Gosto Amargo da Glória), de 1958 e “The Roots of Heaven” (Raízes do Céu), de 1958. Após “The Roots of Heaven”, fez apenas um semidocumentário, "Cuban Rebel Girls”, em 1959, falecendo em outubro desse ano, aos 50 anos, vítima de ataque cardíaco e problemas relacionados ao alcoolismo. Seus pais sobreviveram a ele. 
Errol Flynn foi sepultado no Forest Lawn Memorial Park Cemetery, em Glendale, na Califórnia.

### Vida pessoal

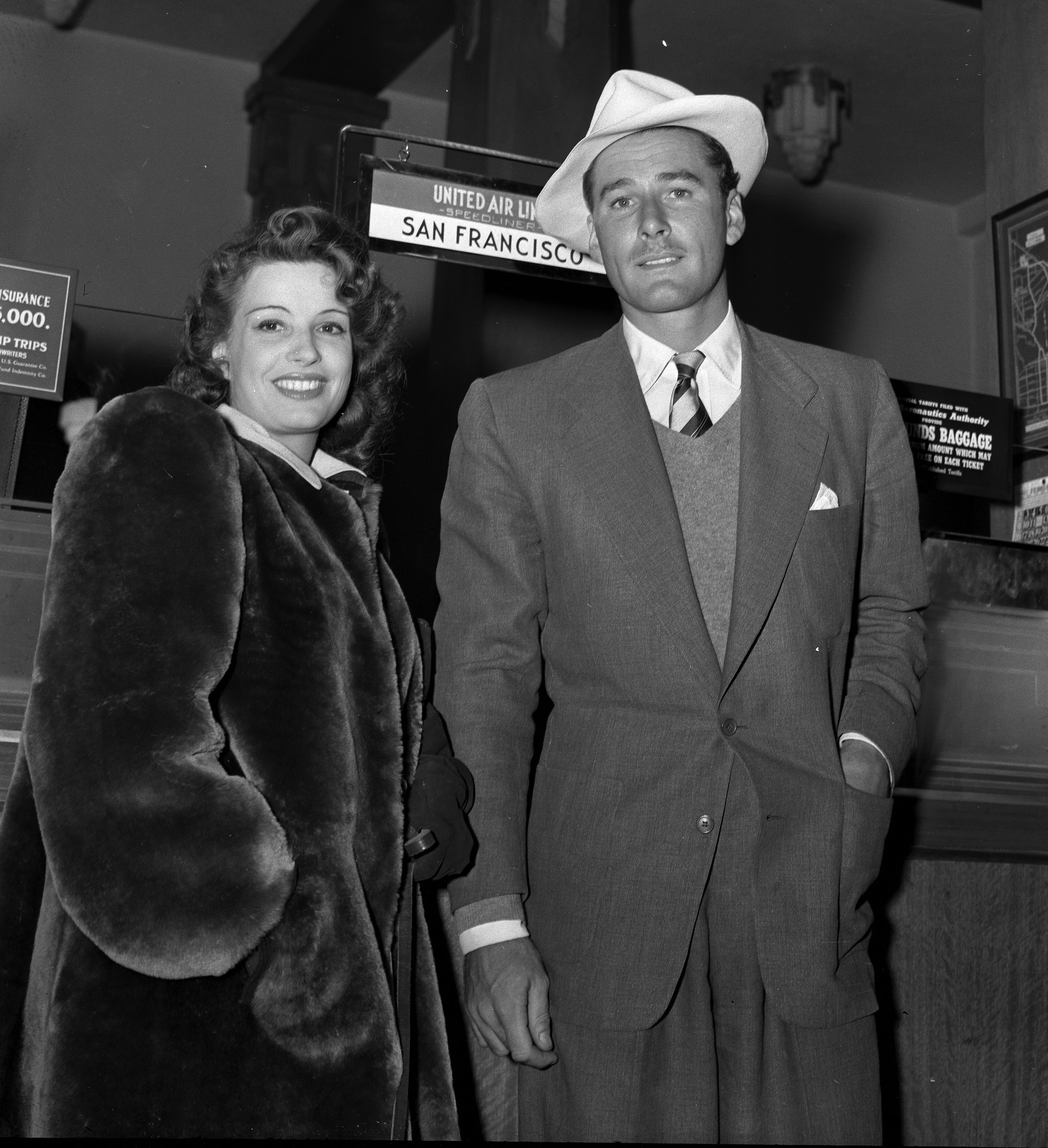
Errol Flynn e Lili Damita em 1941

Boêmio, Flynn teve três casamentos, várias namoradas e quatro filhos. Foi acusado de estupro em 1942 e foi levado a julgamento, sem ter sido condenado por isso, o que abalou sua popularidade.
Flynn casou-se três vezes, sendo que os dois primeiros casamentos terminaram em divórcio e o último com sua morte. Em ordem cronológica, foram suas esposas: a atriz Lili Damita (1931–1942), com quem teve seu filho Sean Flynn (1941–1970); a atriz Nora Eddington (1943–1948), com quem teve os filhos Deirdre (1945) e Rory (1947); e a atriz Patrice Wymore (1950–1959), com quem teve a filha Arnella Roma (1953–1998). Seu filho Sean, um fotojornalista, desapareceu com outros jornalistas durante a guerra do Vietnã. Presume-se que tenha sido capturado e morto pelas forças do Quemer Vermelho, quando da invasão do Camboja
A filha Rory Flynn teve um filho, chamado Sean Flynn Rio em homenagem a seu meio-irmão. Ele é um ator. Rory Flynn escreveu um livro sobre seu pai, intitulado “The Baron of Mulholland: A Daughter Remembers Errol Flynn”.
Em 1942, Flynn tornou-se cidadão dos Estados Unidos.

## Literatura
Seu primeiro livro, “Beam Ends”, um relato autobiográfico de suas viagens a vela ao redor da Austrália, foi publicado em 1937. O romance de aventura escrito por Flynn, “Showdown”, foi publicado em 1946.
Sua autobiografia, “My Wicked, Wicked Ways”, foi publicada logo após a sua morte e contém anedotas sobre o lado humorístico de Hollywood. Segundo um crítico literário, o livro "permanece como uma das autobiografias mais atraentes e terríveis escritas por uma estrela de Hollywood, ou qualquer outra pessoa para que o assunto". Flynn queria chamar o livro “In Like Me”, mas o editor recusou.

## Alegações póstumas

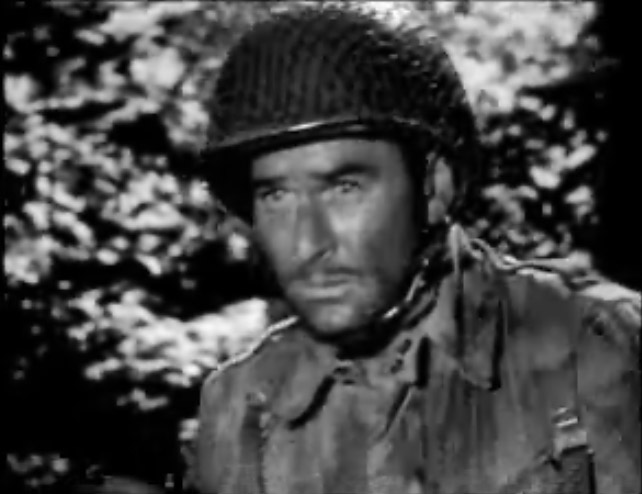
Errol Flynn em “Objective, Burma!”, em 1945

Em 1980, o autor Charles Higham, publicou uma biografia controversa, “Errol Flynn: The Untold Story”, na qual ele alegava que Flynn era um simpatizante fascista e que espionou para os nazistas antes e durante a Segunda Guerra Mundial. O livro também alegava que ele era bissexual. Em 2000, Higham escreveu um artigo que afirmou que Flynn foi acusado de simpatizar com Adolf Hitler com base em sua associação com o Dr. Hermann Erben, um austríaco que trabalhou na inteligência militar alemã, e em arquivos mantidos pela CIA que mostram, em uma carta interceptada em setembro de 1933, que Flynn escreveu a Erben:
| “ | “A slimy Jew is trying to cheat me… I do wish we could bring Hitler over here to teach these Isaacs a thing or two. The bastards have absolutely no business probity or honour whatsoever”, tradução livre:”Um judeu viscoso está tentando enganar-me ... Eu gostaria que pudéssemos trazer Hitler para cá para ensinar a esses Isaacs uma coisa ou duas. Os bastardos não têm absolutamente nenhum negócio probo ou honra alguma”. | ” |

Arquivos mantidos pelo Ministério do Interior britânico foram reivindicados, em 2000, para demonstrar que Flynn trabalhou para os aliados durante a guerra. Que Flynn era bissexual foi também declarado por David Bret em “Errol Flynn: Satan's Angel”. Biografias subsequentes, tais como “Errol Flynn: The Spy Who Never Was”, de Tony Thomas (Citadel, 1990) e “My Days With Errol Flynn: The Autobiography of a Stuntman", de Buster Wiles” (Roundtable, 1988) – rejeitaram as declarações de Higham, declarando-as como pura fabricação. As tendências políticas de Flynn, segundo essas biografias, parecem ter sido de esquerda: ele foi um defensor da República Espanhola na Guerra Civil Espanhola e da Revolução Cubana, narrando um documentário intitulado “Cuban Story”, pouco antes de morrer.

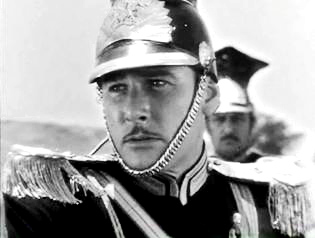
Errol Flynn em “A Carga da Brigada Ligeira”, 1936

## Filmografia
- 1933 - In the Wake of the Bounty
- 1934 - Murder at Monte Carlo
- 1935 - The Case of the Curious Bride (filme) (br: “A Noiva Curiosa”)
- 1935 - Don't Bet on Blondes
- 1935 - Captain Blood (br: Capitão Blood / pt: O Capitão Blood)

- 1936 - The Charge of the Light Brigade (br: A Carga da Brigada Ligeira – pt: Todos Morreram Calçados)
- 1937 - Green Light (br: “A Luz da Esperança”)
- 1937 - The Prince and the Pauper (br: O Príncipe e o Mendigo – pt:)
- 1937 - Another Dawn (br: “Outra Aurora”)
- 1937 - The Perfect Specimen (br: O homem perfeito – pt:)
- 1938 - The Adventures of Robin Hood (br / pt: As aventuras de Robin Hood)
- 1938 - Four's a Crowd (br: “Amando Sem saber”)
- 1938 - The Sisters (br: As Irmãs – pt)
- 1938 - The Dawn Patrol (br: Patrulha da madrugada – pt: “A Patrulha da Alvorada”)
- 1939 - Dodge City (br: Uma cidade que surge – pt: Vida nova)
- 1939 - The Private Lives of Elizabeth and Essex (br: Meu reino por um amor – pt: Isabel de Inglaterra)
- 1940 - Virginia City (br: Caravana de ouro – pt:)
- 1940 - The Sea Hawk (br: O gavião do mar — pt:)
- 1940 - Santa Fe Trail (br / pt: A estrada de Santa Fé)
- 1941 - Footsteps in the Dark (br: “Caminhando nas Trevas”)
- 1941 - Dive Bomber (br: “Demônios do Céu”)
- 1941 - They Died with Their Boots On (br: O intrépido general Custer – pt: Todos Morreram Calçados)
- 1942 - Desperate Journey (br: Fugitivos do inferno – pt:)
- 1942 - Gentlemen Jim (br: O ídolo do público – pt:)
- 1943 - Edge of Darkness (br: Revolta – pt:)
- 1943 - Thank Your Lucky Stars (br: Graças à Minha Boa Estrela”)
- 1943 - Northern Pursuit (br: Perseguidos – pt:)
- 1944 - Uncertain Glory (br: Três Dias de Vida”)
- 1945 - Objective, Burma! (br: Um punhado de bravos – pt: Objective, Burma!)
- 1945 - San Antonio (br: Cidade sem lei – pt:)
- 1946 - Never Say Goodbye (br: “Nunca me Diga Adeus”)
- 1947 - Cry Wolf (br: Mansão da loucura – pt:)
- 1947 - Escape Me Never (br: “Quero-te Junto a Mim”)
- 1948 - Silver River (br: Sangue e prata – pt:)
- 1948 - Adventures of Don Juan (br: As Aventuras de Don Juan – pt:)
- 1949 - It's a Great Feeling (br: “Mademoiselle Fifi”)
- 1949 - That Forsyte Woman (br: “A Glória de Amar”)
- 1950 - Montana (br: Montana, terra proibida – pt: Montana)
- 1950 - Rocky Mountain (br: Olhando a Morte de Frente”)
- 1950 - Kim (br: ”Kim”)
- 1951 - Hello God (também foi produtor)
- 1951 - Adventures of Captain Fabian (br: “As Aventuras do Capitão Fabian”)
- 1952 - Mara Maru (br: “Mara Maru”)
- 1952 - Against All Flags (br: Contra todas as bandeiras – pt:)
- 1952 - Cruise of the Zacca (direção de Errol Flynn)
- 1952 - Deep Sea Fishing (16 mm)
- 1953 - The Master of Ballantrae (br: Minha espada, minha lei – pt:)
- 1954 - Crossed Swords (br: Ousadia de Valentes”)
- 1954 - Lilacs in the Spring/ Let’s Make up
- 1955 - King's Rhapsody
- 1955 - The Dark Avenger/ The Warriors (br: “O Príncipe Negro”)
- 1957 - Istanbul
- 1957 - The Big Boodle (br: Jogando com a sorte – pt:)
- 1957 - The Sun Also Rises (br: Agora brilha o sol – pt: Fiesta)
- 1958 - Too Much, Too Soon (br: “O Gosto Amargo da Glória”)
- 1958 - The Roots of Heaven (br / pt: Raízes do céu)
- 1959 - Cuban Rebel Girls (documentário)

### Televisão
- Série “The Errol Flynn Theatre”, em que atuou em 6 episódios e apresentou os outros.
- Screen Directors Playhouse, episódio “The Sword of Villon”, 1956, pela NBC.
- Playhouse 90, episódio “Without Incident”, 1957, NBC.
- Goodyear Theatre, episódio “The Golden Shanty”, 1959, NBC.